# Campeonato Sanmarinense de fútbol
El Campeonato Sanmarinense de Fútbol (en italiano, Campionato Sammarinese di Calcio) es el campeonato de liga masculina de fútbol de la República de San Marino. Se disputa desde la temporada 1985-86 bajo la organización de la Federación Sanmarinense de Fútbol.
Siendo una liga poco conocida y tampoco teniendo pase directo a la Champions League o a la Europa League

## Historia
San Marino, un pequeño enclave rodeado de territorio italiano, contaba con equipos de fútbol desde la fundación del A. C. Libertas en 1928, pero por su escaso tamaño tuvo problemas para consolidar un campeonato regular; el primero de todos los que ha celebrado data de 1937. La Federación Sanmarinense (FSGC) llegó incluso a fundar un club en 1960, la Società Sportiva Serenissima, que contaba con autorización de la Federación Italiana para competir en el sistema de ligas de Italia.
En 1965 se celebró la primera edición de la Copa Titano, convertida en torneo regular a partir de 1974. En ella participan todos los equipos representativos de los municipios de San Marino. Con vistas a obtener el reconocimiento internacional de la UEFA, la FSGC aprovechó la experiencia de ese torneo para crear el campeonato nacional de liga a partir de la temporada 1985-86. En el primer año se hizo una división única con 17 participantes, y a partir de 1986-87 los clubes quedaron divididos en un primer nivel (Serie A1) y segundo nivel (Serie A2) respectivamente. El campeón nacional se decidía en una eliminatoria entre los cuatro mejores clasificados de la máxima categoría.
A partir de la temporada 1996-97 se pasó a una división única con todos los clubes divididos en dos grupos: los tres mejores clasificados de cada uno podían disputar la eliminatoria por el título. Este sistema se mantuvo sin grandes cambios hasta la temporada 2018-19, en la que el play-off fue reemplazado por una liguilla de los mejores clasificados en la fase regular.
San Marino mantuvo un representante en el sistema de ligas italiano hasta 2019, año en que el San Marino Calcio se fusionó con el Cattolica Calcio de Cattolica, Rímini.

## Historial
| Temporada | Campeón             | Subcampeón          | Goleador | Notas |
| --------- | ------------------- | ------------------- | --- | --- |
| 1985-86   | SC Faetano          | AS San Giovanni     | - | Temporada de transición con 17 equipos.                                                                                         |
| 1986-87   | SP La Fiorita       | SC Faetano          | - | Liga reducida a 9 equipos. Sistema de ascensos y descensos.                                                                     |
| 1987-88   | SP Tre Fiori        | SS Virtus           | - | |
| 1988-89   | FC Domagnano        | SP La Fiorita       | - | Liga ampliada a 10 equipos. |
| 1989-90   | SP La Fiorita       | SS Cosmos           | - | |
| 1990-91   | SP Tre Fiori        | SC Faetano          | - | |
| 1991-92   | SS Montevito        | AC Libertas         | - | |
| 1992-93   | SP Tre Fiori        | FC Domagnano        | - | |
| 1993-94   | SP Tre Fiori        | SP La Fiorita       | - | |
| 1994-95   | SP Tre Fiori        | SP La Fiorita       | - | |
| 1995-96   | AC Libertas         | SS Cosmos           | Alessandro Pancotti - 13 (San Giovanni) | |
| 1996-97   | SS Folgore/Falciano | SP La Fiorita       | - | División única con 16 equipos. Fase de grupos y play-off.                                                                       |
| 1997-98   | SS Folgore/Falciano | SP Tre Fiori        | Damiano Vannucci - 21 (Virtus) | |
| 1998-99   | SC Faetano          | SS Folgore/Falciano | - | |
| 1999-00   | SS Folgore/Falciano | FC Domagnano        | - | |
| 2000-01   | SS Cosmos           | SS Folgore/Falciano | - | Liga reducida a 15 equipos. |
| 2001-02   | FC Domagnano        | SP Cailungo         | - | |
| 2002-03   | FC Domagnano        | SS Pennarossa       | - | |
| 2003-04   | SS Pennarossa       | FC Domagnano        | Damiano Vannucci - 15 (Virtus) | |
| 2004-05   | FC Domagnano        | SS Murata           | Matteo Pazzaglia - 19 (Montevito) | |
| 2005-06   | SS Murata           | SS Pennarossa       | - | |
| 2006-07   | SS Murata           | SP Tre Fiori        | - | |
| 2007-08   | SS Murata           | AC Juvenes/Dogana   | - | |
| 2008-09   | SP Tre Fiori        | AC Juvenes/Dogana   | - | |
| 2009-10   | SP Tre Fiori        | SP Tre Penne        | Simon Parma - 13 (La Fiorita) | |
| 2010-11   | SP Tre Fiori        | SP Tre Penne        | Jose Hirsch - 12 (Virtus) Marco Fantini - 12 (Juvenes/Dogana) Roberto Gatti - 12 (Murata) Alessandro Giunta - 12 (Tre Fiori) Francesco Viroli - 12 (Faetano | |
| 2011-12   | SP Tre Penne        | AC Libertas         | Cristian Rubén Menin - 11 (Cosmos) Simon Parma - 11 (La Fiorita)                                                                                            | |
| 2012-13   | SP Tre Penne        | AC Libertas         | Alberto Cannini - 17 (Fre Fiori) Denis Iencinella - 17 (Fiorentino)                                                                                         | |
| 2013-14   | SP La Fiorita       | SS Folgore/Falciano | Valentin Grigore - 18 (Cosmos) Giacomo Gualtieri - 18 (La Fiorita)                                                                                          | |
| 2014-15   | SS Folgore/Falciano | AC Juvenes/Dogana   | Daniele Friguglietti - 16 (San Giovanni) | |
| 2015-16   | SP Tre Penne        | SP La Fiorita       | Marco Martini - 20 (La Fiorita) | |
| 2016-17   | SP La Fiorita       | SP Tre Penne        | Marco Martini - 27 (La Fiorita) | |
| 2017-18   | SP La Fiorita       | SS Folgore/Falciano | Imre Badalassi - 20 (Tre Fiori) | |
| 2018-19   | SP Tre Penne        | SP La Fiorita       | Andrea Compagno - 22 (Tre Fiori) | |
| 2019-20   | SP Tre Fiori        | No hubo             | Eric Fedeli - 16 (Murata) | Temporada suspendida por la Pandemia de COVID-19. Se otorgo el título al Tre Fiori al liderar la clasificación antes del parón. |
| 2020-21   | SS Folgore/Falciano | SP La Fiorita       | Matteo Baldini - 12 (Juvenes/Dogana) | |
| 2021-22   | SP La Fiorita       | SP Tre Penne        | Imre Badalassi - 24 (Tre Penne) | |
| 2022-23   | SP Tre Penne        | SS Cosmos           | Matteo Prandelli - 23 (Cosmos) | |
| 2023-24   | AC Virtus           | SP Tre Penne        | Imre Badalassi - 28 (Tre Penne) | |
| 2024-25   | AC Virtus           | SP La Fiorita       | Matteo Prandelli - 21 (Tre Fiori) | |

## Palmarés
| Club                | Títulos | Subcampeonatos | Años de los campeonatos                                                |
| ------------------- | ------- | -------------- | ---------------------------------------------------------------------- |
| SP Tre Fiori        | 8       | 3              | 1987-88, 1992-93, 1993-94, 1994-95, 2008-09, 2009-10, 2010-11, 2019-20 |
| SP La Fiorita       | 6       | 8              | 1986-87, 1989-90, 2013-14, 2016-17, 2017-18, 2021-22                   |
| SP Tre Penne        | 5       | 5              | 2011-12, 2012-13, 2016-17, 2017-18, 2022-23                            |
| SS Folgore/Falciano | 5       | 4              | 1996-97, 1997-98, 1999-00, 2014-15, 2020-21                            |
| FC Domagnano        | 4       | 3              | 1988-89, 2001-02, 2002-03, 2004-05                                     |
| SC Faetano          | 3       | 1              | 1985-86, 1990-91, 1998-99                                              |
| SS Murata           | 3       | 1              | 2005-06, 2006-07, 2007-08                                              |
| SS Virtus           | 2       | 1              | 2023-24, 2024-25                                                       |
| AC Libertas         | 1       | 3              | 1995-96                                                                |
| SS Cosmos           | 1       | 3              | 2000-01                                                                |
| SS Pennarossa       | 1       | 2              | 2003-04                                                                |
| FC Fiorentino       | 1       | -              | 1991-92                                                                |

## Tabla histórica
Actualizado el 16 de junio de 2020. Tabla elaborada desde la temporada 1985-86 hasta la terminada 2023-24
| Pos. | Equipo              | Títulos | Pts. | Situación actual                  |
| ---- | ------------------- | ------- | ---- | --------------------------------- |
| 1    | Tre Fiori FC        | 8       | 1587 | Campeonato Sanmarinense de Fútbol |
| 2    | SP La Fiorita       | 6       | 1095 | Campeonato Sanmarinense de Fútbol |
| 3    | SS Murata           | 3       | 1059 | Campeonato Sanmarinense de Fútbol |
| 4    | SP Tre Penne        | 5       | 1016 | Campeonato Sanmarinense de Fútbol |
| 5    | AC Libertas         | 1       | 1006 | Campeonato Sanmarinense de Fútbol |
| 6    | SS Folgore/Falciano | 5       | 992  | Campeonato Sanmarinense de Fútbol |
| 7    | FC Domagnano        | 4       | 983  | Campeonato Sanmarinense de Fútbol |
| 8    | SC Faetano          | 3       | 971  | Campeonato Sanmarinense de Fútbol |
| 9    | AC Virtus           | 1       | 919  | Campeonato Sanmarinense de Fútbol |
| 10   | AC Juvenes/Dogana   | 0       | 873  | Campeonato Sanmarinense de Fútbol |
| 11   | SS Cosmos           | 1       | 858  | Campeonato Sanmarinense de Fútbol |
| 12   | SS Pennarossa       | 1       | 813  | Campeonato Sanmarinense de Fútbol |
| 13   | SP Cailungo         | 0       | 705  | Campeonato Sanmarinense de Fútbol |
| 14   | FC Fiorentino       | 1       | 683  | Campeonato Sanmarinense de Fútbol |
| 15   | AS San Giovanni     | 0       | 494  | Campeonato Sanmarinense de Fútbol |
| 16   | San Marino Academy  | 0       | 22   | Campeonato Sanmarinense de Fútbol |
| 17   | SP Aurora           | 0       | 10   | Desaparecido                      |